# Danuta Piekut-Brodzka
Danuta Maria Piekut-Brodzka (ur. 1949) – polska ekonomistka, doktor habilitowany nauk ekonomicznych, specjalista w zakresie polityki społecznej i pracy socjalnej, profesor nadzwyczajny Chrześcijańskiej Akademii Teologicznej w Warszawie.

## Życiorys
W 1994 habilitowała się na podstawie dorobku naukowego oraz rozprawy Fundusz populacyjny a zaspokajanie potrzeb ludności. Była dyrektorem Instytutu Profilaktyki Społecznej i Pracy Socjalnej na Wydziale Stosowanych Nauk Społecznych Akademii Pedagogiki Specjalnej im. Marii Grzegorzewskiej. Współzałożycielka i pierwszy prorektor Wyższej Szkoły Umiejętności Pedagogicznych i Zarządzania w Rykach. Była kierownikiem Katedry Pracy Socjalnej na Wydziale Pedagogicznym Chrześcijańskiej Akademii Teologicznej w Warszawie.

## Wybrana bibliografia autorska[1]
- Bezdomność (Warszawa, Chrześcijańska Akademia Teologiczna, 2006, ISBN 83-917541-9-7)
- Fundusz populacyjny a zaspokajanie potrzeb ludności (Warszawa, SGH. Instytut Statystyki i Demografii, 1991)
- O bezdomnych i bezdomności : aspekty fenomenologiczne, etiologiczne, terapeutyczne (Warszawa, Chrześcijańska Akademia Teologiczna, 2000, ISBN 83-909272-4-1)
- Rodzina. Dziecko (red. nauk., Wydawnictwo Naukowe ChAT, Warszawa 2012 ISBN 978-83-60273-27-2)
- Świadczenia socjalne na rzecz rodzin z małymi dziećmi : rozwój, ocena, propozycje zmian (Warszawa, Związek Socjalistycznej Młodzieży Polskiej, 1983)